# Jack McGee
Jack McGee est un acteur américain né le 2 février 1949 à New York, connu principalement pour avoir incarné durant trois saisons le chef Jerry Reilly dans la série Rescue Me ainsi que le personnage de Hickey dans la série Players.
Au cinéma, il est apparu dans plus de 80 films, dont L'Arme fatale 2, où il joue le charpentier et récemment Collision et The Fighter, film pour lequel il tient le rôle du père de Micky Ward.

## Biographie
Jack McGee est né à South Bronx, New York dans une famille d'origine irlandaise issue de la classe ouvrière, dans laquelle il est le plus jeune de huit enfants. Il est scolarisé  à la Cardinal Hayes High School dans le Bronx, et apparaît comme un membre de l'harmonie d'arrière-plan de The Young Rascals. En 1977, il est devenu un pompier pour la New York City Fire Department avant de poursuivre sa carrière d'acteur. Sa carrière débute avec Turk 182, film sorti en 1985.
Il a survécu à un cancer du côlon et s'est engagé au profit de plusieurs organisations contre le cancer, en particulier le WeSpark Cancer Center, où sa femme Stephanie sert de gestionnaire de services des clients. McGee prend également en charge l'Autism Speaks, l'American Cancer Society, Susan G. Komen for the Cure, la Michael J. Fox Foundation et la Leary Firefighters Foundation.

## Filmographie
- 1988 : 
  - Street Generation (The Beat) de Paul Mones
- 1989 :
  - L'Arme fatale 2 de Richard Donner : le charpentier
- 1991 :
  - Backdraft de Ron Howard : Schmidt
  - MacGyver (saison 7, épisode 4 "Le syndrome Prométhée") : Joe Roswell
- 1992 : 
  - Basic Instinct de Paul Verhoeven : le shérif
  - L'Arme fatale 3 (Lethal Weapon 3) de Richard Donner : le charpentier (uniquement dans la version "director's cut")
- 1995 :
  - Showgirls de Paul Verhoeven : Jack
- 1996 : 
  - Les Derniers Jours de Frankie la Mouche de Peter Markle
  - Le Grand Tournoi de Jean-Claude Van Damme : Harry Smythe
- 1997 :
  - Breakdown de Jonathan Mostow
- 2000 :
  - Bread and Roses de Ken Loach
  - Treize Jours de Roger Donaldson : Richard J. Daley
- 2002 :
  - Les Experts, saison 3, épisode 5 : Road Manager
- 2004 :
  - Collision de Paul Haggis : l'armurier
  - Rescue Me : Les Héros du 11 septembre, saison 1 : Chef Jerry Reilly
- 2005 :
  - Rescue Me : Les Héros du 11 septembre, saison 2 : Chef Jerry Reilly
  - NCIS : Enquêtes spéciales, saison 2, épisode 14 : Détective Curtis Floyd
- 2006 :
  - Rescue Me : Les Héros du 11 septembre, saison 3 : Chef Jerry Reilly
  - FBI : Portés disparus, saison 4, épisode 13 : Charlie Harvey
- 2007 :
  - Rescue Me : Les Héros du 11 septembre, saison 4 : Chef Jerry Reilly
  - New York, unité spéciale (saison 8, épisode 22) : Lieutenant Allan James
  - Preuve à l'appui, saison 6, épisode 4 : Mickey Rowan
- 2008 :
  - Les Experts : Miami, saison 6, épisode 19 : Agent Brad Sylvestri
  - Les Experts, saison 8, épisode 12 : Richard O'Malley
  - Esprits criminels, saison 3, épisode 20 et saison 4, épisode 1 : Detective Brustin
  - Las Vegas 21 de Robert Luketic : Terry
- 2009 :
  - L'Enquête (The International) de Tom Tykwer
  - Monk, saison 8, épisode 14 : Sgt. Danny Weaver
- 2010 :
  - Lie to Me, saison 3, épisode 5 : Old Timer
  - Players (série, 2010), saison 1 : Hickey
- 2011 :
  - Fighter (The Fighter), de David O. Russell : George Ward
  - Hell Driver (Drive Angry), de Patrick Lussier : Fat Lou
  - Happy New Year de Garry Marshall : Grandpa Jed - Ahern Party
  - New York, section criminelle, saison 10, épisode 4 : Bar Owner Sean
  - Le Stratège de Bennet Miller
- 2012 :
  - Hawaii 5-0, saison 2, épisode 22
  - Wes et Travis : Capitaine Mike Sutton
- 2013 :
  - Gangster Squad de Ruben Fleischer : Lieutenant Quincannon

## Voix françaises
| - Richard Leblond (*1944 - 2018) dans : - Collision - Domino - Las Vegas 21 - L'Enquête - Patrick Raynal dans : - Fighter - Happy New Year - Hell Driver - Sylvain Clément dans : - Treize jours - Le Stratège - Jacques Bouanich dans : - Les Associées (série télévisée) - Brotherhood (série télévisée) - Jean-Pierre Gernez dans : - Rescue Me : Les Héros du 11 septembre (série télévisée) - Wes et Travis (série télévisée) | Et aussi - Gilbert Lévy dans L'Arme fatale 2 - Michel Fortin (*1937 - 2011) dans Basic Instinct - Daniel Russo dans L'Arme fatale 3 - Pascal Renwick (*1954 - 2006) dans Le Journal - Olivier Proust (*1948 - 2003) dans Breakdown - Bernard Allouf dans New York Police Blues (série télévisée) - Jacques Dynam (*1923 - 2004) dans La Blonde contre-attaque - Vincent Grass dans Gangster Squad - Achille Orsoni (*1952 - 2019) dans Pitch (série télévisée) |